# SEB Tartu Grand Prix 2012
Il SEB Tartu Grand Prix 2012, dodicesima edizione della corsa, valida come evento dell'UCI Europe Tour 2012 categoria 1.1, si svolse il 26 maggio 2012 per un percorso totale di 187,5 km. Fu vinto dall'estone Rene Mandri, che terminò la gara in 4h17'44" alla media di 43,65 km/h.
Alla partenza erano presenti 105 ciclisti dei quali 35 portarono a termine il percorso.

## Percorso
Il percorso si snoda intorno alla città di Tartu su un circuito di 12,5 km da ripetere 15 volte.

## Ordine d'arrivo (Top 10)
| Pos. | Corridore        | Squadra        | Tempo    |
| ---- | ---------------- | -------------- | -------- |
| 1    | Rene Mandri      | Endura Racing  | 4h17'44" |
| 2    | Blaž Furdi       | Tirol          | a 2"     |
| 3    | Paul Voss        | Endura Racing  | a 14"    |
| 4    | Zakkari Dempster | Endura Racing  | a 1'01"  |
| 5    | Erki Pütsep      | Alpha Baltic   | s.t.     |
| 6    | Michael Olsson   | Cykelcity      | s.t.     |
| 7    | Alexandre Blain  | Endura Racing  | a 2'17"  |
| 8    | Indulis Bekmanis | Rietumu-Delfin | a 2'19"  |
| 9    | Emīls Liepiņš    | Rietumu-Delfin | a 2'20"  |
| 10   | Mario Schoibl    | Tirol          | s.t.     |